# Brodiaea santarosae
Brodiaea santarosae är en sparrisväxtart som beskrevs av T.J.Chester, W.P.Armstr. och Madore. Brodiaea santarosae ingår i släktet Brodiaea och familjen sparrisväxter. Inga underarter finns listade i Catalogue of Life.